# Kreisgericht Marienburg
Das Kreisgericht Marienburg war ein preußisches Kreisgericht in der damaligen Provinz Preußen mit Sitz in der Stadt Marienburg.

## Geschichte
In Marienburg bestand bis 1849 das Landgericht Marienburg. 1849 wurden in Preußen einheitlich Kreisgerichte geschaffen. Hierbei wurde die Patrimonialgerichtsbarkeit abgeschafft und die Patrimonialgerichte wurden aufgehoben. Es entstand das Königliche Kreisgericht Marienburg im Sprengel des Appellationsgerichts Marienwerder. Es war für die Kreise Löbau und Stuhm und einen Teil des Kreises Elbing zuständig.
Das zuständige Schwurgericht war das Kreisgericht Elbing. Am Gericht waren 1870 ein Direktor und 16 Kreisrichter eingesetzt. 1870 betrug die Zahl der Gerichtseingesessenen 105.846. Gerichtsdeputationen bestanden in Stuhm (vier Richter) und Tiegenhof (drei Richter), eine Gerichtskommission bestand in Christburg. Gerichtstage wurde in Neuteich gehalten.
Im Rahmen der Reichsjustizgesetze wurde das Gerichtswesen in Deutschland 1879 vereinheitlicht. Damit wurde das Kreisgericht Marienburg aufgehoben und das königlich preußische Amtsgericht Marienburg mit Wirkung zum 1. Oktober 1879 als eines von acht Amtsgerichten im Bezirk des Landgerichtes Elbing als Nachfolger gebildet. Auch die Gerichtsdeputationen/Gerichtskommission wurden in Amtsgerichte umgewandelt (Amtsgericht Stuhm, Amtsgericht Tiegenhof und Amtsgericht Christburg).